# 大分縣立大分商業高等學校
大分縣立大分商業高等學校是位於日本大分縣大分市西濱地區的公立高等學校。
其棒球部自1930年代起是大分縣內的常勝軍，曾多次參加全國高等學校棒球錦標賽或被選入選拔高等學校棒球大會，至今已參加全國高等學校棒球錦標賽已超過十次。

## 歷史
學校的前身可以追溯至1917年成立的實業學校「 大分市立大分商業學校」，1919年更名為「大分商業學校」，1932年改隸屬大分縣政府後成為「大分縣立大分商業學校」，並遷移至長濱町。
二次大戰期間，由於日本政府的戰爭政策，在1944年曾被停辦並改設為「大分縣立大分第二工業學校」，不過此措施在戰爭結束後的1946年即停止。
1948年配合日本的學制改革，並與大分縣立大分工業學校合併設為「大分縣立大分第二高等學校」，原本的商業學校成為該校的商業科，工業學校成為工業科。
不過在1951年，工業科恢復獨立為大分縣立大分工業高等學校，本校同時也更名為「大分縣立大分城崎高等學校」，最後在1953年更名為「大分縣立大分商業高等學校」。
1962校內的夜間定時制課程與大分縣立大分上野丘高等學校的定時制課程被整合為新設立的大分縣立大分中央高等學校，商業高等學校後於1963年遷移至現址。